# Сравнителна граматика на славянските езици
Сравнителната граматика на славянските езици е научна дисциплина.
Тя води началото си от едноименния труд Vergleichende Grammatik der slavischen Sprachen на Франц Миклошич (1852–1875), който е сред основоположниците на славистиката.
Поради това, че се прилага сравнително-историческият изследователски метод, то по-точното название на тази дисциплина е сравнително-историческа граматика на славянските езици. По традиция обаче се е наложило съкратеното название, тъй като то се е използвало в много научни трудове. Освен това терминът граматика в това название се схваща по-широко, тъй като включва и фонетика. В съвременността тази дисциплина използва още и съпоставителния, типологичния и сравнително-типологичния метод.

## Предмет
Сравнителната граматика на славянските езици включва в себе си не само хипотетичен материал от праславянския език, но и достъпни данни от изчезналите славянски езици: старобългарски, полабски и др., както и част от явленията, присъщи на историческия развой на всеки славянски език. Според някои учени, слабост на историческата граматика на славянските езици е, че прекалено голямо внимание се отделя на праславянския език и неговата история, а се подценява сравнителната история на отделните славянски езици.
Според проф. Иван Леков предметът на сравнителната граматика на славянските езици е:
- кратка история на праславянското състояние;
- всички явления, развити в обособените славянски езици, разглеждани
  - или успоредно, като последица от общ произход,
  - или дори като общи последици от контакти с други неславянски езици.

В последния случай сравнително-историческият метод е допълнен със съпоставителния и типологическия:
- Сравнително-историческият метод разкрива историческото минало, произхода и архитипа на сравняваните елементи.
- Съпоставителният метод се интересува от съвременното състояние на два или повече сродни езика.
- Типологичният метод се стреми да разкрие подобия и разлики между различен брой езици, обикновено несродни, чрез сравнение на функциите на елементите, които ги съставят.

### Главни задачи
- Вероятностна реконструкция на общата праславянска основа за сравнение:
  - от известните запазени писмени паметници и др. източници и
  - от съвременно съществуващи езикови явления, присъщи на съвременни диалекти и езици.
- Приблизителна реконструкция на главните черти на племенните диалекти в края на праславянската епоха, преди появата на славянска писменост.
- Посочване на закономерните последици от успоредния и сложен конвергентен (на сближаване) и дивергентен (на раздалечаване) развой на славянските езици през последните 11 века.

### Основни раздели
- Сравнително-историческа фонетика на славянските езици, която изучава:
  - Индоевропейска основа на праславянската фонетична система.
  - Промени в праславянските звукове.
  - Палатализация в славянските езици (първа, втора и трета палатализация). Тук се разглежда и депалатализацията — противоположен на палатализацията процес.
  - Възходяща звучност на праславянската сричка, която се изразява в отваряне на сричките в праславянския език чрез различни процеси като монофтонгизация на дифтонги, поява на носови гласни, ликвидна метатеза и др.
  - Редувания на гласни в праславянския език.
  - Фонетика на славянските езици в периода на разпадане на праславянския език.
  - Ударението в славянските езици.
  - Фонемен състав на съвременните славянски езици.
- Сравнително-историческа морфология на славянските езици.

## Връзки с други дисциплини
Сравнителната граматика на славянските езици има връзки с други научни дисциплини, като история, археология, етнография, антропология, география и др.